# سمك الراي اللاسع
الراي اللسّاع ، أو اسماك الشِفنين اللاسعة هو مجموعة من أسماك الراي، وهي أسماك غضروفية ذات صلة بسمك القرش. ويصنف إلى رتيبة مليوباتويدي (Myliobatoidei) التي تندرج تحت رتبة مليوباتيفورميس (Myliobatiformes)، وتتكون من ثماني فصائل هي:
- Hexatrygonidae (الراي اللسّاع سداسي الخياشيم)
- Plesiobatidae (الراي اللسّاع في المياه العميقة)
- Urolophidae (الراي اللسّاع المستدير)
- Urotrygonidae (الراي اللسّاع المستدير (الأمريكي) )
- Dasyatidae (الراي اللسّاع)
- Potamotrygonidae (الراي النهري اللساع)
- Gymnuridae (راي الفَرَاش)
- Myliobatidae (أسماك شعاع النسر).[4]

ويشتمل معظم الراي اللسّاع على طرف لاسع شائك أو أكثر (معدل من اسنان جلدية) على الذيل، ويستخدم بشكل حصري في الدفاع عن النفس. وقد يصل طول الطرف اللاسع إلى ما يقرب من 35 سم (14 بوصة)، ويحتوي الجانب السفلي منه على تجويفين يشتملان على غدد السم. والطرف اللاسع مغطى بطبقة رقيقة من الجلد، وهي غمد غشائي، يتركز فيها السم. وعدد قليل فقط من أعضاء هذه الرتيبة، مثل سمك الراي مانتا (manta ray) وسمك راي الشيهم (porcupine ray)، ليس لديه أطراف لاسعة.
والراي اللسّاع شائع في المياه البحرية في المنطقة الاستوائية وشبه الاستوائية في أنحاء العالم، كما أنه يتضمن أنواعًا توجد في المحيطات ذات المناخ المعتدل الأكثر دفئًا مثل الراي اللساع ذو الذيل الشوكي (Dasyatis thetidis) وأنواعًا توجد في العمق مثل الراي اللساع في المياه العميقة (Plesiobatis daviesi). ويقتصر وجود الراي النهري اللساع وعدد من الراي اللسّاع (مثل الراي اللسّاع النيجيري (Niger stingray)) على الماء العذب. وتعد معظم أسماك مليوباتويدس من الأسماك المغمورة، إلا أن بعضها مثل الراي اللسّاع البحري وأسماك شعاع النسر هي أسماك بحرية.
على الرغم من أن معظم الراي اللسّاع واسع الانتشار نسبيًا ولا يعتبر مهددة حاليًا، إلا أنه بالنسبة للعديد من الأنواع (على سبيل المثال سمك الراي ذو البقع والذيل المروحي (Taeniura meyeni) والراي اللسّاع كولاريس (D. colarensis) والراي اللساع النيجيري (D. garouaensis) والراي اللسّاع في الماء العذب في ميكونغ (D. laosensis)) فإن حالة الحفاظ على الأنواع أكثر صعوبة مما يؤدي إلى إدراجها كأنواع غير محصنة أو أنواع مهددة بالانقراض من قِبل الاتحاد العالمي للحفاظ على الطبيعة (IUCN). كما أن حالة العديد من الأنواع الأخرى غير معروفة كثيرًا، مما يؤدي إلى إدراجها كأنواع ناقصةُ البيانات.

## السلوك

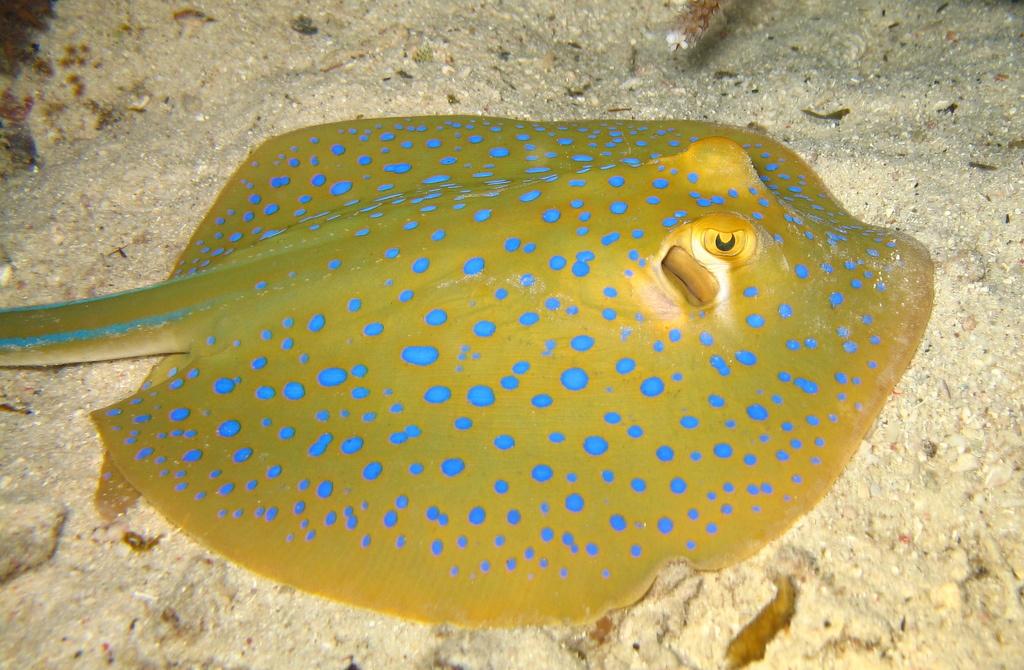
الراي اللسّاع ذو البقع الزرقاء في سواحل لايتي الجنوبية ويسمى لما، الفلبين.

إن الأجسام المسطحة التي يتسم بها الراي اللساع تسمح له بإخفاء نفسه بشكل فعال في بيئاته. ويقوم الراي اللساع بذلك من خلال تحريك الرمال والاختباء تحتها. ونظرًا لوجود أعين الراي اللساع أعلى أجساده وأفواهه على الجانب السفلي منها، فإن هذه الأسماك لا يمكنها أن ترى فريستها، ولكنها تعتمد على استخدام الرائحة والمستقبلات الكهربية (أوعية لورنزيني (ampullae of Lorenzini) )التي تشبه تلك الموجود لدى أسماك القرش. ويتغذى الراي اللساع بشكل أساسي على الرخويات والقشريات، وأحيانًا على الأسماك الصغيرة. ويحتوي بعض أفواه الراي اللساع على صفيحتين قويتين لطحن الأصداف، بينما تحتوي أنواع أخرى على أجزاء فم ماصة فقط. ويستقر الراي اللساع في القاع أثناء التغذية، وفي أغلب الأحيان لا يترك أي جزء مرئي من جسده سوى العينين والذيل. والشعاب المرجانية هي ساحة تناول الطعام المفضلة لدى هذه الأسماك وعادة ما تشاركها مع أسماك القرش أثناء ارتفاع المد.

### التكاثر
عندما يلاطف الذكر الأنثى، فإنه يلاحقها عن كثب، ويقوم بعَض قرصها الصدري، ثم يضع أحد قابضيه في صمامها.
الراي اللسّاع بيوض ولود ، ويلد ما بين 5 و13 من الصغار في «البطن» الواحدة. وتحمل الأنثى الأجنة في الرحم من دون مشيمة. وبدلاً من ذلك، تمتص الأجنة الغذاء من كيس محي، وبعد نضوب الكيس، تمدهم الأم بـ «اللبن» الرحمي.
في مربى لندن للحياة البحرية (Sea Life London Aquarium)، وضعت أنثيان من الراي اللسّاع سبعة صغار، على الرغم من عدم اقتراب أي من الأمين من الذكور لمدة عامين. «لقد عُرف عن الراي أنها تخزن السائل المنوي ولا تلد حتى تقرر الوقت المناسب لذلك».

## الإصابات التي يحدثها الراي اللسّاع

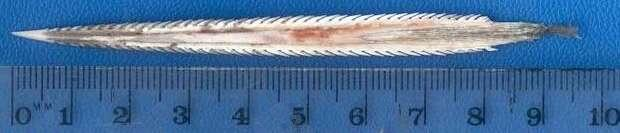
الطرف اللاسع لسمكة راي لَسّاعَة (مقيس بمسطرة مدرجة بالسنتيمتر)

لا يهاجم الراي اللساع الإنسان بعنف، إلا أنه عادةً ما تحدث بعض اللسعات في حالة السير فوق سمكة الراي بدون قصد. ولتجنب السير فوق الراي اللساع في المياه الضحلة، يجب أن تكون المشية (بِجَرّ القدمين أثناء خوض الماء). أو بدلاً من ذلك، يمكن إلقاء بعض الأحجار في الماء قبل خوضها لتخويف الراي اللساع وإبعاده. وتؤدي ملامسة الطرف اللاسع إلى الإصابة برضح موضعي (من القطع نفسه) وإلى الألم والتورم وتقلصات في العضلات نتيجة التعرض للسم، وقد تتسبب الإصابة فيما بعد بعدوى ناتجة عن البكتيريا. وتكون الإصابة مؤلمة جدًا، ولكنها نادرًا ما تشكل تهديدًا للحياة، إلا إذا ثقب الطرف اللاسع منطقة حيوية من الجسم. وعادة ما تنكسر شوكة السمكة في الجرح، وقد يلزم إجراء جراحة لإزالة الشظايا.

## كطعام

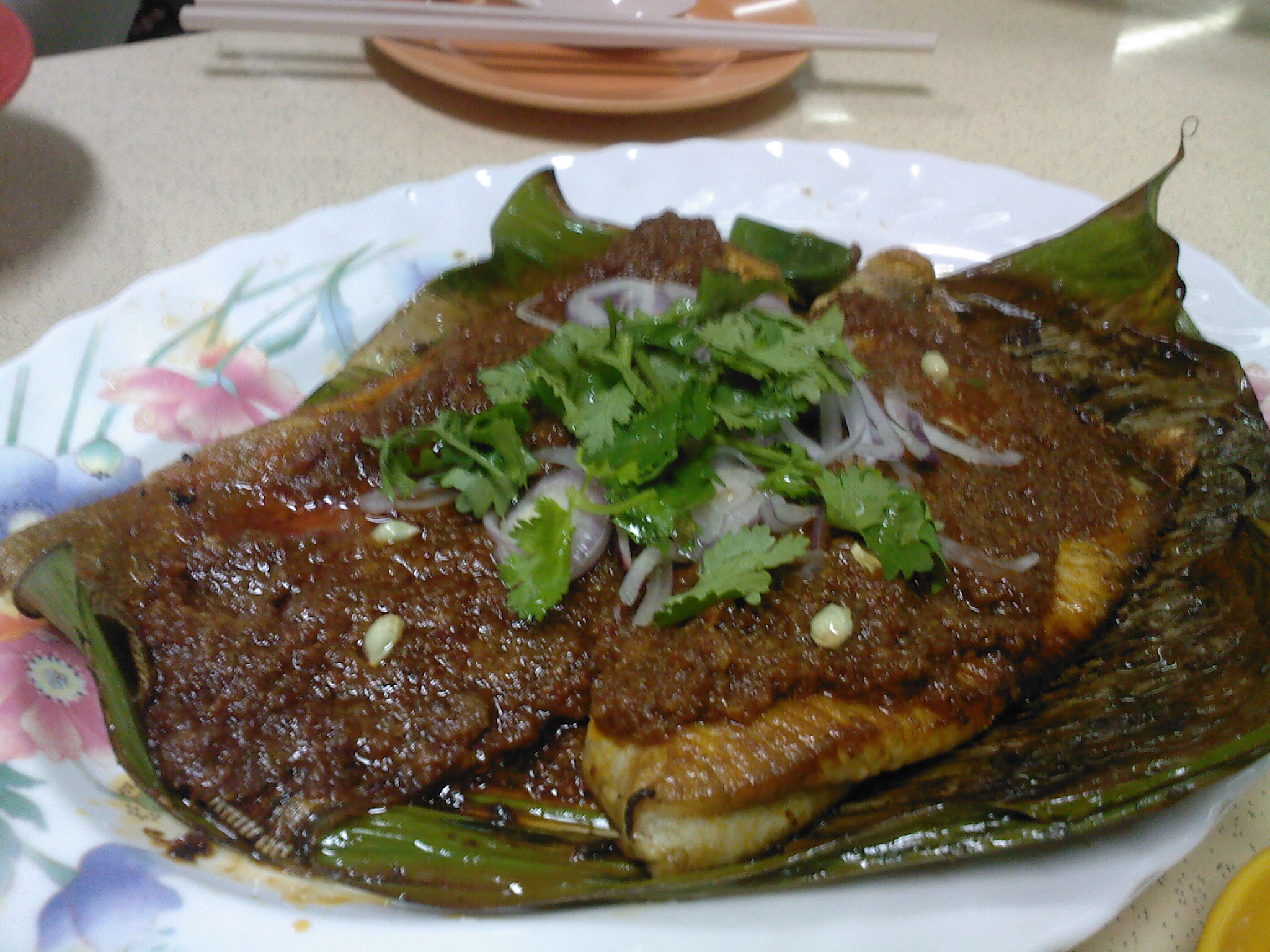
الراي اللسّاع المشوي يُقدم بشكل شائع في سنغافورة وماليزيا.

أسماك الراي صالحة للأكل ويمكن اصطيادها بغرض التناول كطعام باستخدام صنارات صيد السمك أو الرماح. وتكثر وصفات طهي أسماك الراي اللاسعة في جميع أنحاء العالم، إلا أن الأشكال المجففة من الأجنحة هي الأكثر شيوعًا. فعلى سبيل المثال، في سنغافورة وماليزيا، عادة ما يتم شواء أسماك الراي اللاسعة على الفحم، ثم تُقدم مع صلصة سامبال (sambal) الحارة. وبصفة عامة، الأجزاء التي تلقى أكبر قدر من الاستحسان من أسماك الراي اللاسعة هي الأجنحة (الرفرافات هي المصطلح المناسب هنا)، و«الوجنة» (أو المنطقة المحيطة بالعينين)، والكبد. أما باقي أجزاء سمكة الراي فتعتبر مطاطية للغاية بما لا يسمح بأية استخدامات طهوية لها.
على الرغم من أسماك الراي اللاسعة لا تعتبر مصدر غذاء عالي القيمة بشكل مستقل، إلا أن قدرتها على تدمير مصايد المحار يمكن أن تؤدي إلى إيجاد كميات وفيرة منه عند إزالته.

## السياحة البيئية

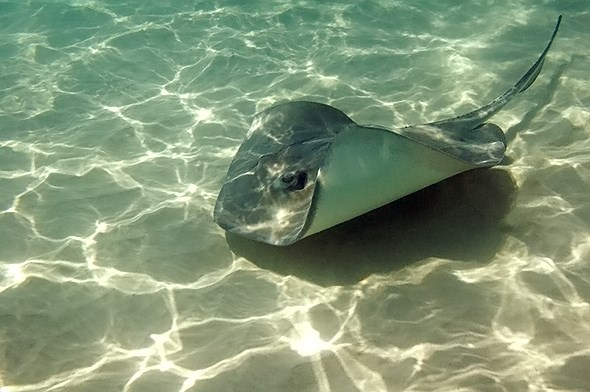
مدينة الراي اللسّاع (Stingray City) في جزيرة كايمان الكبرى يتاح للسباحين والسباحات باستخدام أنبوب التنفس وللغواصين إمكانية السباحة مع الراي اللساع وإطعامه.

عادة ما يكون الراي اللساع راغب في التعلم وفضولي للغاية، وعلى الرغم من أن رد فعله المعتاد هو الفرار من أي مصدر يسبب اضطرابا في الماء، إلا أنه يفرش زعانفه عبر أي كائن جديد يواجهه. ومع ذلك، قد يكون بعض الأنواع الأكبر حجمًا أكثر عدوانية ويجب توخي الحذر عند الاقتراب منه، فقد يتسبب رد الفعل الدفاعي للراي اللساع (وهو استخدام أطرافها اللاسعة المسممة) في التعرض لإصابات خطيرة أو الوفاة.
في العادة، لا يكون الراي اللساع (Dasyatid) مرئياً للسباحين، ولكن الغواصين والسباحين باستخدام أنبوب التنفس قد يجدونها في المياه الضحلة الرملية، وتزيد احتمالية وجودها عندما تكون المياه دافئة. وفي جزر كايمان، تسمح العديد من مواقع الغوص التي يطلق عليها مدينة الراي اللسّاع، جزيرة كايمان الكبرى (Stingray City, Grand Cayman) للغواصين والسباحين باستخدام الشَنَركَل (أنبوب التنفس أو ال snorkel) للسباحة مع الراي اللساع الجنوبي الكبير (southern stingray) (D. americana) وإطعامه باليد. تتكون «مدينة الراي اللسّاع» الموجودة في البحر المحيط بجزيرة أنتيغوا الكاريبية من محمية كبيرة من المياه الضحلة حيث يعيش الراي، ويمكن للسباحين من استخدام الشَنَركَل (أنبوب التنفس أو ال snorkel) في هذا المكان حيث أن الراي اعتاد على وجود البشر.
في بليز، خارج جزيرة أمبرجريس كاي (Ambergris Caye)، هناك محمية بحرية شهيرة وهي هول تشان (Hol Chan)، حيث يتجمع الغواصون والسباحون باستخدام أنبوب التنفس غالبًا لمشاهدة الراي اللساع وأسماك القرش الممرضة، ويتم سحبها إلى المنطقة من خلال المرشدين السياحيين الذين يطعمون الحيوانات.
تمنح الكثير من منتجعات جزيرة تاهيتي الفرصة لنزلائها «لإطعام الراي اللساع وأسماك القرش» بصورة منتظمة. ويتم ذلك من خلال استقلال قارب إلى الشعاب الموجودة بالبحيرة الخارجية، ثم الوقوف في مياه يصل مستوى ارتفاعها إلى منطقة الخصر مع احتشاد الراي اللساع المروض واتجاهه إلى أعلى نحو السائحين طلبًا للطعام الموجود في أيديهم أو الذي يقذفونه إلى الماء. كما «يستدعي» مالكو القوارب أسماك القرش، وعندما تصل هذه الأسماك من المحيط، فإنها تهجم عبر المياه الضحلة فوق الشعاب وتنتزع الطعام المقدم لها.

## استخدامات أخرى

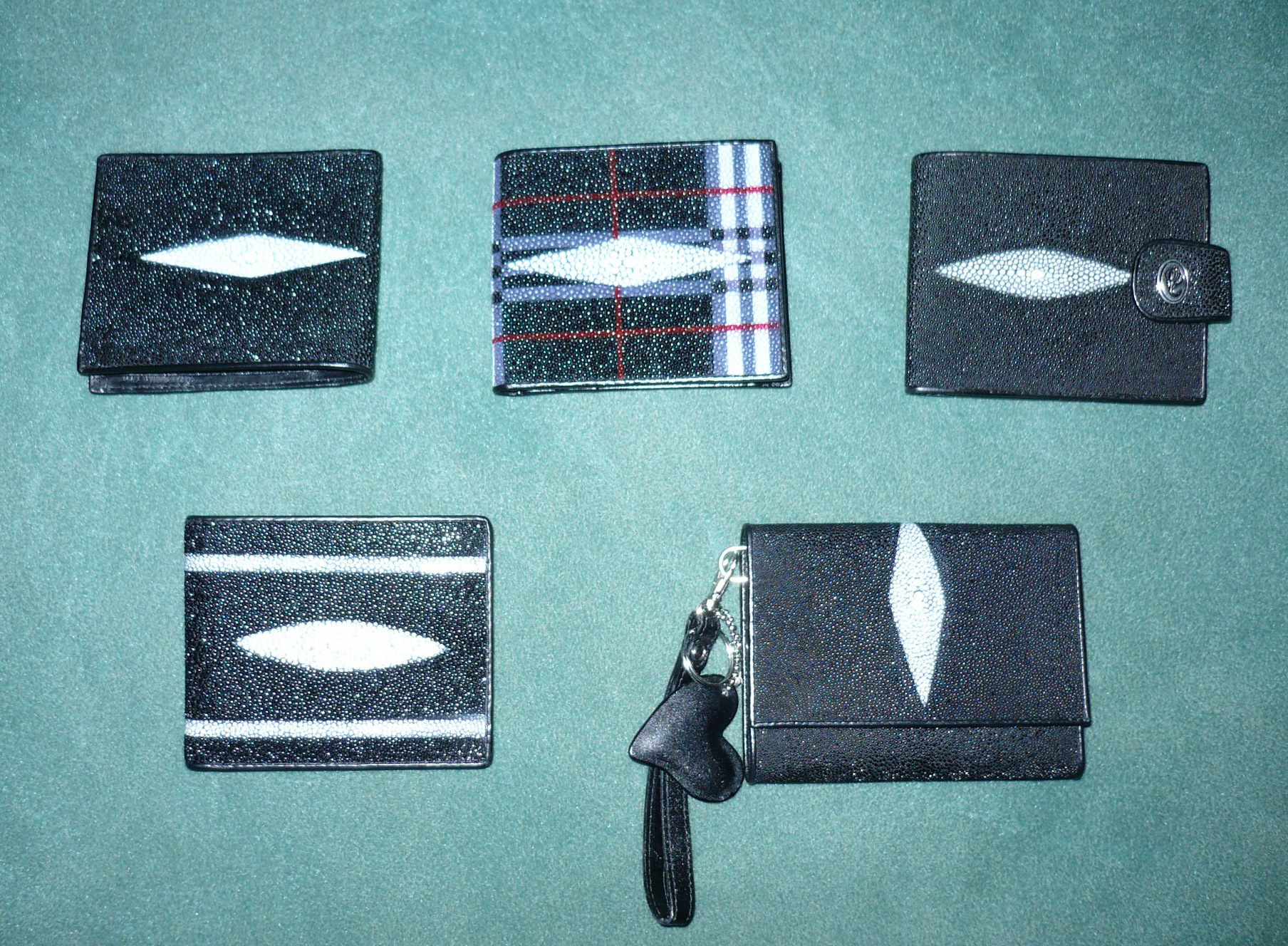
المحافظ المصنوعة من جلود أسماك الراي اللاسعة

يُستخدم جلد الراي (ويحمل اسم same بـاللغة اليابانية) كطبقة تحتية لتبطين الحبل أو الجراب الجلدي (ويُعرف باسم ito بـاللغة اليابانية) المطوق لـالسيوف اليابانية نظرًا لما يتميز به من أنسجة جلدية قوية ومتينة تمنع انزلاق الجراب المجدول على المقبض أثناء الاستخدام. كما تُستخدم هذه الجلود في صناعة الأحذية والأحذية ذات الرقبة العالية والأحزمة والمحافظ والسترات وأجربة الهواتف الخلوية.
ويُذكر أن العديد من أقسام الإنثولوجيا بالمتاحف، مثل المتحف البريطاني، تعرض رؤوس السهام ورؤوس الرماح المصنوعة من الأطراف للراي اللساع، والتي استخدمت في مايكرونيزيا وأماكن أخرى. وقد ذكر هنري دي مونفريد (Henry de Monfreid) في كتبه أنه قبل الحرب العالمية الثانية، في القرن الإفريقي، كانت السياط تُصنع من ذيل الراي اللساع الكبير، وكانت هذه السياط تُحدث جروحاً وشقوقاً شديدة، لذلك منع البريطانيون في عدن من استخدامها في ضرب النساء والعبيد. وفي المستعمرات الإسبانية السابقة، كانت تُسمى سمكة الراي اللساعة ب raya látigo أو («سمكة الراي ذات السوط»).
كما كتب مونفريد في العديد من الأماكن عن بعض الرجال ضمن طاقمه الذين عانوا من جروح ناتجة عن التعرض للسعات الراي اللسّاع أثناء وقوفهم في المياه الضحلة بـالبحر الأحمر وخوضهم فيها لتحميل أو إفراغ حمولة البضائع المهربة: فكتب أنه «لإنقاذ حياة الشخص»، كان يلزم سفع الجرح بالحديد الأحمر الساخن.

## الحفريات

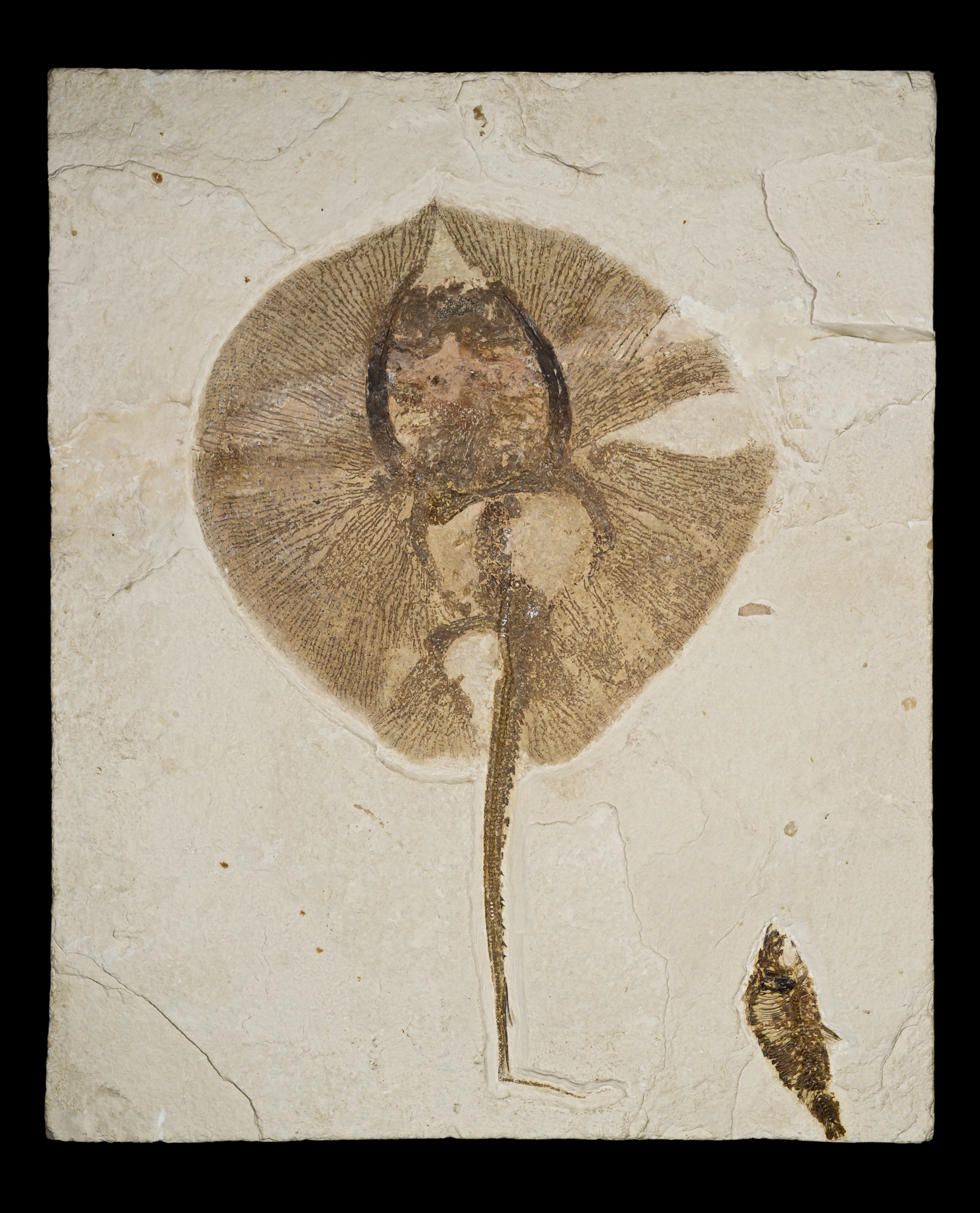
حفرية لراي لساع تعود لعصرالإيوسين المبكر ، Heliobatis radians هَلُوباتِس رَيدِيِنس

على الرغم من أنه نادرًا ما يتم العثور على أسنان الراي اللساع في قاع البحر مقارنة بأسنان القرش المماثلة، إلا أن الغواصين الذين يبحثون عن أسنان أسماك القرش يصادفون أسنانًا للراي اللساع. وقد تم العثور على أسنان للراي اللساع متحجرة في رواسب الصخر الرسوبي في شتى أنحاء العالم، بما في ذلك البروز الحاوي للحفريات في المغرب.

## قائمة المصادر
- Froese, Rainer, and Daniel Pauly, eds. (2005). "Dasyatidae" in قاعدة الأسماك. August 2005 version.

## وصلات خارجية
- University of Pennsylvania Health System – Information on stingray poison.
- Life In The Fast Lane: Toxicology Conundrum #012
- "Beware the Ugly Sting Ray." Popular Science, July 1954, pp. 117–118/pp. 224–228.